# Bernhard Henrich
Bernhard Henrich (* 1952 in Niederwürzbach) ist ein deutscher Filmausstatter (Set-Decorator).
Henrich erlernte den Beruf des Schauwerbegestalters. Danach zog er vom Saarland nach Berlin und begann als Theaterplastiker am Schillertheater. Er war seit Mitte der 1970er Jahre für den deutschen Film als Requisiteur tätig. Seit den 1990er Jahren arbeitet er als Filmausstatter/Set-Decorator überwiegend für internationale Produktionen. Für Bridge of Spies – Der Unterhändler war er 2016 zusammen mit Adam Stockhausen und Rena DeAngelo für den Oscar für das Beste Szenenbild und für den British Academy Film Award nominiert. Seit Juni 2016 ist er Mitglied der Academy of Motion Picture Arts and Science und entscheidet damit mit über die Vergabe der Oscars.

## Filmografie (Auswahl)
- 1982: Der Zauberberg
- 1983: Die Heartbreakers
- 1993: Der große Bellheim
- 1994: Die unendliche Geschichte 3 – Rettung aus Phantásien
- 1995: Katharina die Große
- 1997: Comedian Harmonists
- 1999: Schlaraffenland
- 2000: Vertical Limit
- 2004: Die Bourne Verschwörung (The Bourne Supremacy)
- 2005: Æon Flux
- 2008: Operation Walküre – Das Stauffenberg-Attentat (Valkyrie)
- 2009: Pandorum
- 2010: Der Ghostwriter (The Ghost Writer)
- 2011: Unknown Identity (Unknown)
- 2013: Hänsel und Gretel: Hexenjäger (Hansel & Gretel: Witch Hunters)
- 2014: Monuments Men – Ungewöhnliche Helden (The Monuments Men)
- 2014: Die Schöne und das Biest (La Belle et la Bête)
- 2015: Bridge of Spies – Der Unterhändler (Bridge of Spies)
- 2018: Mute
- 2021: Tom Clancy’s Gnadenlos (Without Remorse)
- 2023: Die letzte Fahrt der Demeter (The Last Voyage of the Demeter)